# Santuario de Nuestra Señora de los Cedros
El santuario de Nuestra Señora de los Cedros (en inglés: Shrine of Our Lady of the Cedars; o Nuestra Señora del Líbano) es un santuario de la Iglesia católica maronita en Johannesburgo, Sudáfrica. Está en la Iglesia de Nuestra Señora de los Cedros del Monte Líbano en Woodmead, Sandton. Extraoficialmente se le conoce como "Nuestra Señora de la Carretera" porque el santuario se encuentra cerca de la concurrida autopista Pretoria-Johannesburgo. Su construcción comenzó en noviembre de 1992 con la promoción del reverendo Elie Madi y fue consagrada con la histórica visita del cardenal patriarca Nasrallah Sfeir Peter.
La estatua original era demasiado pequeña para el santuario y en 1998 con la aprobación del padre Tabet (superior), se hicieron planes para una nueva estatua.